# Joannes Rijnbout
Joannes Rijnbout (gedoopt Utrecht, 30 januari 1800 – Utrecht, 9 december 1868) was een Nederlandse beeldhouwer.

## Leven en werk
Rijnbout (ook: Rijnboutt) was een zoon van Hubertus Rijnbout(t) (1767-1823) en Catharina van Aken (ca. 1764-1820). Zijn vader was houtsnijwerker en beeldhouwer in de stad Utrecht. Hij werd vermoedelijk, net als zijn broer Joannes Jacobus, door zijn vader opgeleid. Rijnbout was aanvankelijk vooral ornamentensnijder, later ging hij als zelfstandig beeldhouwer aan de slag. Rijnbout was daarnaast vanaf 1852 onderwijzer in de boetseerkunst aan de Stadstekenschool en vanaf 1858 in ornamenttekenen en boetseren aan de technische school. Hij maakte beeldhouwkunst voor diverse openbare gebouwen en kerken in Nederland. Hij was lid van het Genootschap Kunstliefde.
Rijnbout was oom van beeldhouwer Johannes Everhardus Rijnboutt (1839-1900).

## Werken (selectie)
- 1838 De Genius der Wetgeving, Utrecht. Naar een ontwerp van Christiaan Kramm
- ca. 1851 beelden voor de hoofdkas van het orgel in de Grote Kerk, Gorinchem
- beelden voor de kerk van het klooster, Rozendaal
- altaar, communiebank en beelden, Bakhuizen
- twee engelen naast het altaar, Bolsward
- hert op Huis Ten Hert aan de Oudegracht in Utrecht

## Afbeeldingen

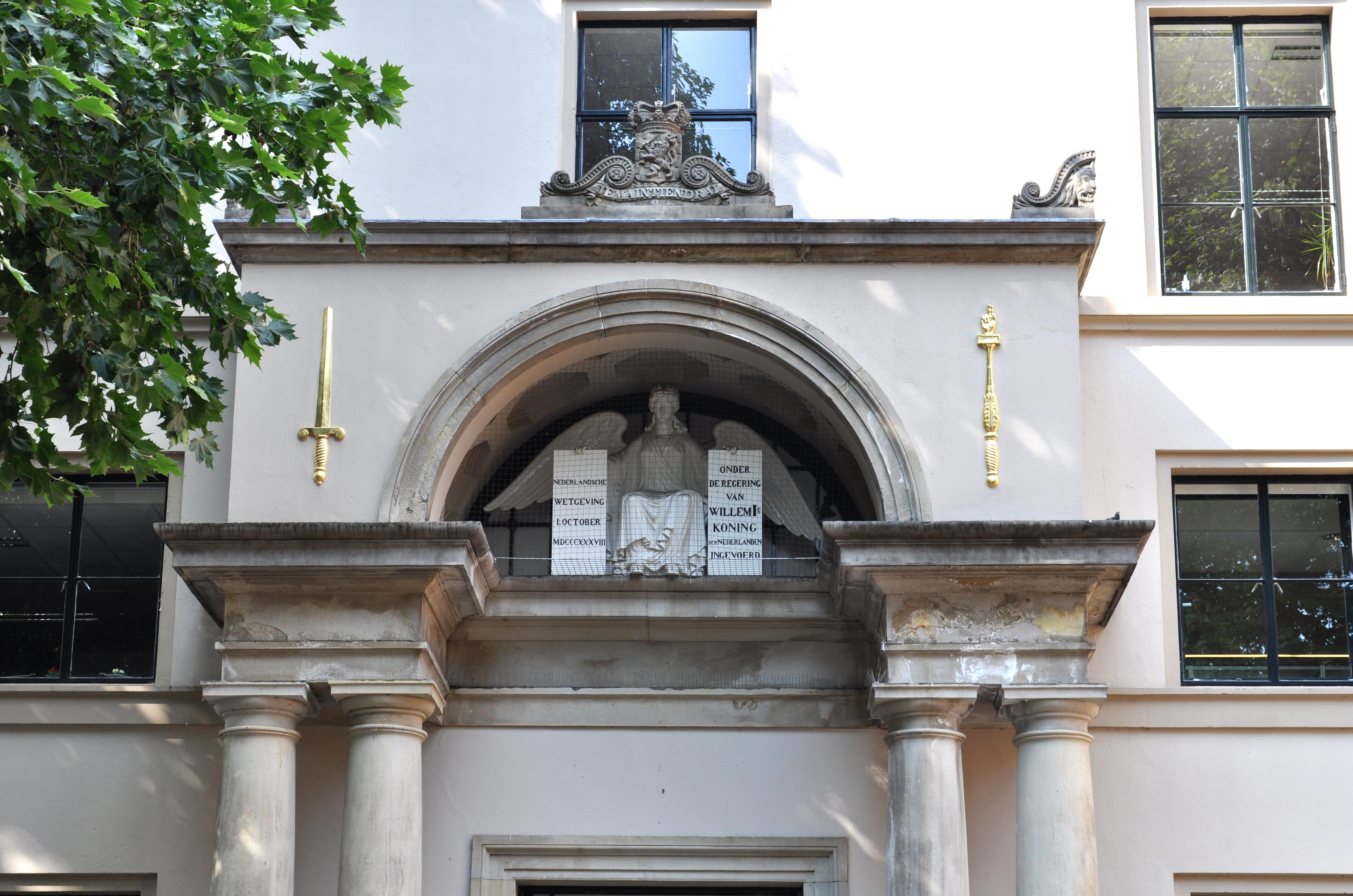
De Genius der Wetgeving
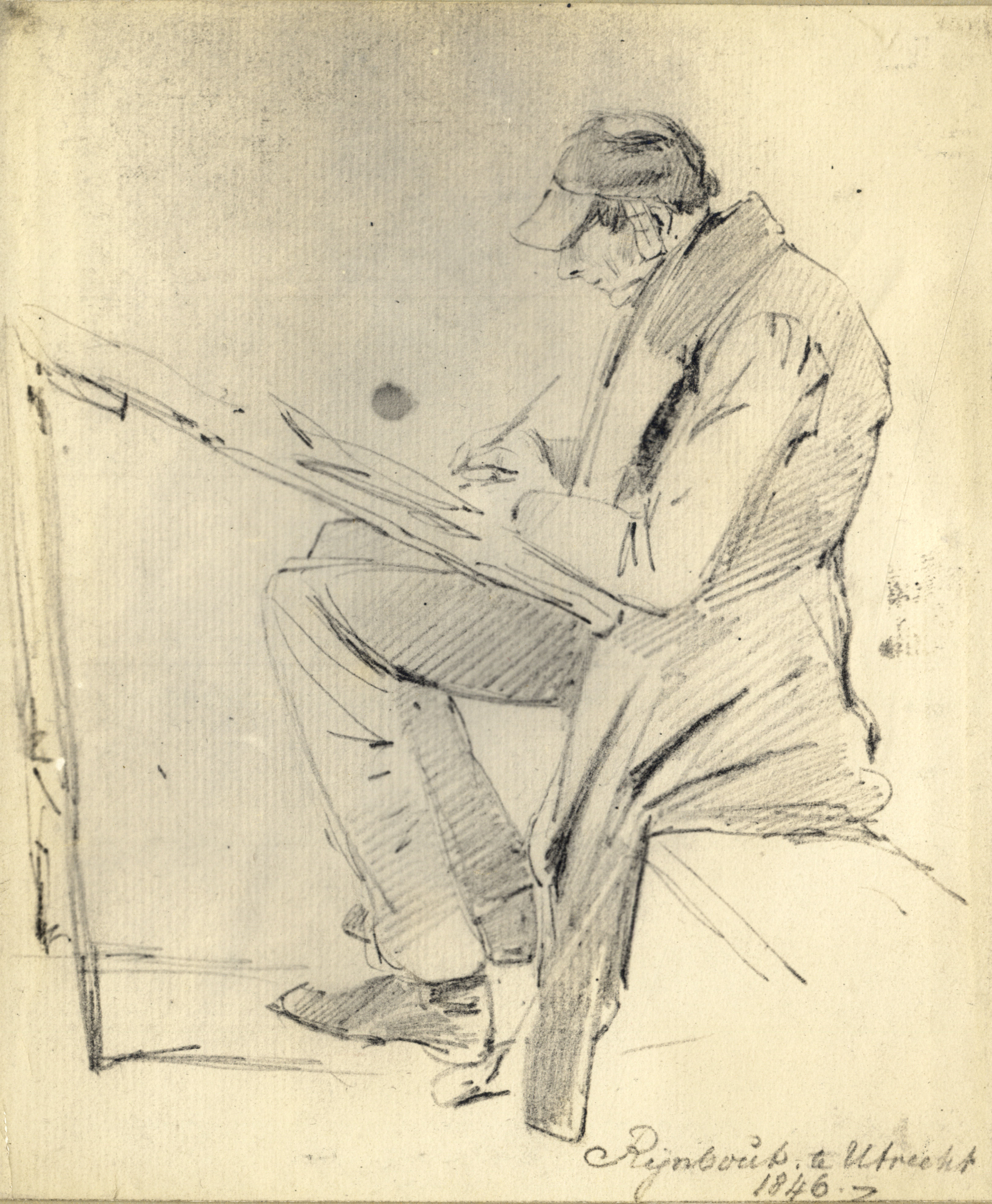
Portret van Rijnbout (1846), door Pieter van Loon

- Biografisch Portaal: 61522418
- Nederlandse Thesaurus van Auteursnamen: 069972192
- RKD-Nederlands Instituut voor Kunstgeschiedenis: 66991
- Virtual International Authority File: 283562071
- WorldCat: E39PBJrryr3hBXpmgHXgp9tkDq